# الأردن في الألعاب الأولمبية الصيفية 2004
شارك الأردن في الألعاب الأولمبية الصيفية لعام 2004 التي أقيمت في أثينا في اليونان ، في الفترة من 13 - 29 أغسطس 2004. وتعتبر هذه المشاركة هي السابعة للأردن على التوالي في الألعاب الأولمبية الصيفية منذ عام 1980.
اختارت اللجنة الأولمبية الأردنية فريقاً من ثمانية لاعبين (أربع رجال وأربع سيدات ) للتنافس في خمس رياضات في الألعاب الأولمبية (ألعاب قوى، الفروسية، السباحة، تنس الطاولة، التايكواندو ). وتم اختيار اللاعب خليل الحناحنة من قبل اللجنة لحمل العلم الأردني في حفل الافتتاح. لم يحقق الأردن في هذه البطولة أي ميدالية . 

## الرياضيون المشاركون
مثل الأردن في ھذه البطولة اللاعبون : خليل الحناحنة (ألعاب قوى)، بسمة العشوش (ألعاب قوى)، إبراهيم بشارات ( الفروسية)، سمر نصار ( سباحة)، عمر أبو فارس (سباحة)، زينة شعبان ( تنس طاولة)، إبراهيم كمال ( تايكواندو)، نادين دواني ( تايكواندو).

### ألعاب القوى
مثل الأردن في هذه الرياضة اللاعبان خليل الحناحنة وبسمة العشوش، وقد خرج كلاهما من الدور التمهيدي للبطولة بعد أن حصلا على المركز السادس والخامس على التوالي :
| اللاعب        | الحدث           | الدور التمهيدي | الدور التمهيدي | ربع النهائي | ربع النهائي | نصف النهائي | نصف النهائي | النهائي  | النهائي  |
| اللاعب        | الحدث           | النتيجة        | الترتيب        | النتيجة     | الترتيب     | النتيجة     | الترتيب     | النتيجة  | الترتيب  |
| ------------- | --------------- | -------------- | -------------- | ----------- | ----------- | ----------- | ----------- | -------- | -------- |
| خليل الحناحنة | 100 متر - رجال  | 10.76          | 6              | لم يتأهل    | لم يتأهل    | لم يتأهل    | لم يتأهل    | لم يتأهل | لم يتأهل |
| بسمة العشوش   | 100 متر - سيدات | 12.09          | 5              | لم يتأهل    | لم يتأهل    | لم يتأهل    | لم يتأهل    | لم يتأهل | لم يتأهل |

### الفروسية
شارك الأردن بلاعب واحد في لعبة الفروسية وهو اللاعب إبراهيم بشارات، والذي استطاع إنهاء الجولة الأولى والثانية والثالثة من الدور التمهيدي لكنه لم يتأهل للنهائي بعد أن حقق الترتيب 55 في الدور الثالث:
| اللاعب         | الفرس  | الحدث | التصفيات    | التصفيات    | التصفيات     | التصفيات     | التصفيات     | التصفيات     | التصفيات     | التصفيات     | النهائي     | النهائي     | النهائي      | النهائي      | النهائي      | المجموع  | المجموع  |
| اللاعب         | الفرس  | الحدث | الدور الأول | الدور الأول | الدور الثاني | الدور الثاني | الدور الثاني | الدور الثالث | الدور الثالث | الدور الثالث | الدور الأول | الدور الأول | الدور الثاني | الدور الثاني | الدور الثاني | المجموع  | المجموع  |
| اللاعب         | الفرس  | الحدث | الأخطاء     | الترتيب     | الأخطاء      | المجموع      | الترتيب      | الأخطاء      | المجموع      | الترتيب      | الأخطاء     | الترتيب     | الأخطاء      | المجموع      | الترتيب      | الأخطاء  | الترتيب  |
| -------------- | ------ | ----- | ----------- | ----------- | ------------ | ------------ | ------------ | ------------ | ------------ | ------------ | ----------- | ----------- | ------------ | ------------ | ------------ | -------- | -------- |
| إبراهيم بشارات | كوينتو | فردي  | 13          | =63         | 9            | 22           | 51           | 20           | 42           | 55           | لم يتأهل    | لم يتأهل    | لم يتأهل     | لم يتأهل     | لم يتأهل     | لم يتأهل | لم يتأهل |

### السباحة
مثل الأردن في هذه الرياضة عمر أبو فارس وسمر نصار وقد خرج كلاهما من الدور التمهيدي للبطولة :
| اللاعب       | الحدث                    | الدور التمهيدي | الدور التمهيدي | ربع النهائي | ربع النهائي | النهائي  | النهائي  |
| اللاعب       | الحدث                    | النتيجة        | الترتيب        | النتيجة     | الترتيب     | النتيجة  | الترتيب  |
| ------------ | ------------------------ | -------------- | -------------- | ----------- | ----------- | -------- | -------- |
| عمر أبو فارس | ظهر - 100 متر رجال       | 1:02.36        | 44             | لم يتأهل    | لم يتأهل    | لم يتأهل | لم يتأهل |
| سمر نصار     | سباحة حرة - 50 متر سيدات | 30.83          | 62             | لم يتأهل    | لم يتأهل    | لم يتأهل | لم يتأهل |

### تنس الطاولة
مثل الأردن في هذه الرياضة اللاعبة زينة شعبان والتي استطاعت التأهل إلى الدور الثاني بعد فوزها على اللاعبة ليزوا مادينا من هندوراس ، لكنها خسرت أمام اللاعبة الرومانية زامفير وخرجت من البطولة:
| اللاعب     | الحدث      | الدور الأول                   | الدور الثاني                     | الدور الثالث    | الدور الرابع    | ربع النهائي     | نصف النهائي     | النهائي         | النهائي  |
| اللاعب     | الحدث      | الخصم / النتيجة               | الخصم / النتيجة                  | الخصم / النتيجة | الخصم / النتيجة | الخصم / النتيجة | الخصم / النتيجة | الخصم / النتيجة | الترتيب  |
| ---------- | ---------- | ----------------------------- | -------------------------------- | --------------- | --------------- | --------------- | --------------- | --------------- | -------- |
| زينة شعبان | فردي سيدات | هندوراس ليزوا مادينا فازت 4-3 | رومانيا أدريانا زامفير خسرت 4 -1 | لم تتأهل        | لم تتأهل        | لم تتأهل        | لم تتأهل        | لم تتأهل        | لم تتأهل |

### التايكواندو
مثل الأردن في هذه البطولة اللاعبان إبراهيم كمال و نادين دواني اللذان تمكنا من الوصول إلى الدور نصف النهائي وكانا قريبين جدا من الحصول على الميدالية البرونزية ولكنها خسرا وخرجا من البطولة :
| اللاعب       | الحدث             | دور ال 16                     | ربع النهائي                   | نصف النهائي                                         | البرونزية                                       | النهائي                   | النهائي |
| اللاعب       | الحدث             | الخصم / النتيجة               | الخصم / النتيجة               | الخصم / النتيجة                                     | الخصم / النتيجة                                 | الخصم / النتيجة           | الترتيب |
| ------------ | ----------------- | ----------------------------- | ----------------------------- | --------------------------------------------------- | ----------------------------------------------- | ------------------------- | ------- |
| إبراهيم كمال | رجال - فوق 80 كغم | الدنمارك زكريا أسيداه فاز 9-6 | فيتنام فان هنغ فاز 9-7        | اليونان ألكسندروس خسر 6-3                           | كازاخستان أدلكان فاز 2–2 بحسب قرار لجنة التحكيم | فرنسا باسكال جنتل خسر 6-2 | 4       |
| نادين دواني  | سيدات 67 كغم      | نيجيريا برنسيس دودو فاز 12-9  | كرواتيا ناتاشا فيزمار فاز 5-4 | فرنسا ميريام بافيريل خسر 3-3 بحسب قرار لجنة التحكيم | فنزويلا أدريانا كارمونا خسر 11-8                | لم تتأهل                  | 5       |